# Vasile Tarlev
Vasile Tarlev (* 6. října 1963 Bașcalia) je moldavský politik bulharské národnosti. V letech 2001 až 2008 byl premiérem Moldavska. Je představitelem Strany komunistů Moldavské republiky. Stal se prvním komunistickým demokraticky zvoleným premiérem ve východní Evropě od pádu komunismu. Byl bývalým ředitelem státního cukrářského podniku a byl považován spíše za politického pragmatika a technokrata. Jeho rezignace v roce 2008 byla překvapivá a zdůvodněná jen vágně slovy "potřebujeme nové lidi a nová řešení".